# (367406) Buser
(367406) Buser est un astéroïde de la ceinture principale.

## Description
(367406) Buser est un astéroïde de la ceinture principale. Il fut découvert le 30 août 2008 à Winterthour par Markus Griesser. Il présente une orbite caractérisée par un demi-grand axe de 3,12 UA, une excentricité de 0,23 et une inclinaison de 8,3° par rapport à l'écliptique.

## Compléments